# Thierry Acot-Mirande
Thierry Acot-Mirande (nacido en 1960) es un crítico, poeta y escritor francés adscrito al géneros de la ciencia ficción.
Fue crítico de cine para la agencia Projets/Programmes en la década de 1980, colaborando también para el fanzine Le Cinématographe dans le boudoir. Apasionado por el esoterismo, la que le fue traspasada por el escritor André Dalmas, también es autor de varias novelas de fantasía, cuentos, novelas y poemas publicados por varias editoriales.

## Obras

### Novelas
- La Vie d'un autre, Éditions Odin (col. Kharis), París, 2001.
- Anasandra, Éditions Akimbo, París, 2003.

### Poesía
- Ceux qui blessent, Éditions Akimbo, París, 2002.

### Novelas cortas y artículos
- L'influence des sociétés secrètes sur la littérature fantastique du XIXe et du XXe siècle (artículo en coautoría de Alain Pozzuoli), en Sociétés Secrètes, Éditions de l'Oxymore (col. Emblèmes Nº 10), Montpellier, 2003.
- Montagnes russes (novela corta), en Le Sang des écrivains, Alain Pozzuoli dir., Les Belles Lettres, París, 2004.
- Interview (novela corta), en Tatouages, Alain Pozzuoli dir., Les Belles Lettres, París, 2005.
- Temps gelé: nouvelles & novellas, colección de novelas y novelas cortas, Monsieur Toussaint Louverture, Toulouse, 2009.

### Otros
- Dictionnaire intergalactique des extraterrestres dans la culture populaire contemporaine, en coautoría con Alain Pozzuoli, Scali, 2007.
- L'enfer du cinéma: dictionnaire des films cultes et maudits, en coautiría con Alain Pozzuoli, Scali, 2007.